# Хавана Браун
Хавана Браун (урождённая Анжелика Менье; род. 14 февраля 1985) — австралийская певица, танцовщица и диджей. В 2008 году Браун заключила контракт с Island Records Australia и работала там в качестве диджея. Работая в этой звукозаписывающей компании, она выпустила сборник «Crave», который содержал ремиксы песен других исполнителей. Это позволило ей участвовать в турах вместе с такими исполнителями, как Бритни Спирс, Рианна, Pussycat Dolls, Крис Браун и Энрике Иглесиас.
Хавана Браун совершила свой дебют в 2011 году с песней «We Run the Night», которая заняла пятое место в австралийском ARIA Charts и три раза была удостоена платинового диска от Австралийской ассоциации звукозаписывающих компаний. Этот сингл принёс Браун две номинации на ARIA Music Awards: «Прорыв года» и «Самый продаваемый сингл». После этого успеха Браун подписала договор с американской звукозаписывающим лейблом Universal Republic, благодаря шведскому продюсеру RedOne и его лейблу 2101 Records. Ремикс «We Run the Night», исполненный совместно с Pitbull, вышел в США под продюсерством RedOne. Песня заняла первое место в Hot Dance Club Songs и 26 в Billboard Hot 100. Этот ремикс также был включён в мини-альбом «When the Lights Go Out», который вышел в июле 2012 года.

## Жизнь и карьера

### Ранняя жизнь и начало карьеры
Хавана Браун родилась в Австралии, в городе Мельбурн, в семье, прибывшей с острова Родригес. До того, как она стала диджеем, Браун подписала контракт с британской группой «Fishbowl» и звукозаписывающим лейблом. Они были готовы выпустить свой первый сингл под британским лейблом, но группа распалась, и Браун стала заниматься диджеингом. Потом она стала выступать по всему Мельбурну, также как и Lou Lou’s, а в дальнейшем и по всей Австралии.

### 2008—2009 годы: «Crave» и туры
В 2008 году Хавана Браун подписала контракт с Island Records Australia, после чего босс этой звукозаписывающей компании спросил её, что незаинтересованна ли она в создании сборника. Она уже тогда занималась выпуском своего сборника под лейблом Island Records Australia. В октябре 2008 года она участвовала в концертном туре «Good Girl Gone Bad Tour», который был организован в поддержку третьего студийного альбома Рианны, а в мае 2009 в Doll Domination Tour, проводимый группой Pussycat Dolls. В обоих турах Браун участвовала только на территории Австралии. Она также поддержала Бритни Спирс во время европейского турне «Circus Tour». Она также поддержала Бритни и в Австралии в ноябре 2009 года.
С декабря 2009 года Браун каждую субботнюю ночь вела радиошоу «Party People», который вещается на всю Австралию через сеть «Today Network».

### 2011 год — 2013: дебют и международное признание
В апреле 2011 года Браун участвовала в австралийском турне Криса Брауна F.A.M.E. Tour. 29 апреля 2011 года Хавана выпустила свой дебютный сингл «We Run the Night», который был написан и спродюсирован Касси Дэвисом (Cassie Davis) и Сноб Скриллой (Snob Scrilla) производства дуэта «More Mega». Песня заняла пятое место в ARIA Charts и была три раза удостоена платинового диска от Австралийской ассоциации звукозаписывающих компаний за продажу 210 000 копий. 4 сентября 2011 года Браун рассказала австралийскому «The Daily Telegraph», что она подписала контракт с американским лейблом Universal Republic Records, благодаря лейблу 2101 Records, принадлежащему шведскому продюсеру RedOne. Официальный ремикс «We Run the Night», который был изменён RedOne и дополнен рэпом Pitbull, вышел в США 27 сентября 2011 года. Этот ремикс занял первую строчку в американском чарте «Hot Dance Club Songs». Второй сингл Браун — «Get it», вышел в свет 9 сентября 2011 года и занял 38 место в ARIA Chart. 20 апреля 2012 года Хавана выпустила промозапись под названием «City of Darkness».
Дебют её мини-альбома «When the Lights Go Out» состоялся 17 июля 2012 года. Австралийская версия этого мини-альбома включала в себя пять новых песен, в то время как в американской версии был также ремикс от RedOne «We Run the Night». 18 июля 2012 года она была приглашена на телешоу «В Америке есть таланты». В августе 2012 года Хавана Браун вместе с Timomatic и Тайо Крусом участвовала в австралийском турне Pitbull на Planet Pit World Tour. Браун представляла Австралию на первом Азиато-Тихоокеанском телефестивале песни, который прошёл в концертном зале KBS в Сеуле — столице Южной Кореи, 14 октября 2012 года. Летом 2013 года певица записала совместный сингл «Turn It Up» с «независимым королём» японской хип-хоп музыки — AK-69.

### 2013: Flashing Lights
11 октября состоялся дебют студийного альбома Браун «Flashing Lights», который занял шестое место на ARIA Charts. При создании альбома Браун сотрудничала с RedOne, R3hab, Кейсси Дэвис, Snob Scrilla и Afrojack. В альбоме также содержатся ранеевыпущенные треки, включая «We Run the Night», «Big Banana» and «You'll Be Mine». Альбом находился в процессе создания ещё в 2011 году, когда вышла в свет песня «We Run the Night», которая была продана в США более чем в миллион копий и участвовала в чартах по всему миру. В 2012 и 2013 годах Браун работала над альбомом в США. Главный сингл «Flashing Lights» вышел 23 августа 2013 года и занял 68 место на ARIA Singles Chart. «Flashing Lights» занял первое место на Hot Dance Club Songs: уже в третий раз для Хаваны. Второй сингл «Warrior» вышел 27 сентября 2013 года, заняв первоначально 32 место, а затем 11. Хавана Браун получила платиновый диск за этот сингл, который был продан более чем в 70 000 копий. 14 октября Браун исполнила «Warrior» на австралийском музыкальном реалити-шоу «The X Factor».

## Влияние
Хавана Браун заявила, что Джанет Джексон оказала на неё сильное влияние. Браун сказала: «Она — мой кумир, и я хочу быть Джанет Джексон! Но Диджеем-слэшом-Джанет Джексон. Я хочу получить возможность устроить большое представление: я хочу танцоров, я хочу фейерверки, я хочу всё это!».

## Дискография

### Сборники
| Название                      | Информация об альбоме                                                                | Позиция в чарте | Сертификация         |
| Название                      | Информация об альбоме                                                                | AUS             | Сертификация         |
| ----------------------------- | ------------------------------------------------------------------------------------ | --------------- | -------------------- |
| Crave                         | - Вышел — 1 ноября 2008 года - Лейбл — Island - Форматы — CD, Цифровая дистрибуция   | 9               |                      |
| Crave Vol.2                   | - Вышел — 12 июня 2009 года - Лейбл — Island - Форматы — CD, цифровая дистрибуция    | 4               |                      |
| Crave Vol.3                   | - Вышел — 30 октября 2009 года - Лейбл — Island - Форматы — CD, цифровая дистрибуция | 7               |                      |
| Crave Vol.4                   | - Вышел — 4 июня 2010 года - Лейбл — Island - Форматы — CD, цифровая дистрибуция     | 2               |                      |
| Crave Vol.5                   | - Вышел — 29 октября 2010 года - Лейбл — Island - Форматы — CD, цифровая дистрибуция | 2               | - ARIA: Золотой диск |
| Crave Vol.6                   | - Вышел — 28 октября 2011 года - Лейбл — Island - Форматы — CD, цифровая дистрибуция | 3               | - ARIA: Золотой диск |
| Crave: The Club Edition       | - Вышел — 25 мая 2012 года - Лейбл — Island - Форматы — CD, цифровая дистрибуция     | 6               |                      |
| Crave Vol.7                   | - Вышел — 26 октября 2012 года - Лейбл — Island - Форматы — CD, цифровая дистрибуция | 3               |                      |
| Crave: The Club Edition Vol.2 | - Вышел — 7 июня 2013 года - Лейбл — Island - Форматы — CD, цифровая дистрибуция     | 5               |                      |

### Мини-альбомы
| Название               | Информация об альбоме                                                                                  | Позиция в чарте | Позиция в чарте | Сертификация            |
| Название               | Информация об альбоме                                                                                  | AUS             | US Heat         | Сертификация            |
| ---------------------- | --- | --------------- | --------------- | ----------------------- |
| When the Lights Go Out | - Вышел — 17 июля 2012 года - Лейблы — Island, Universal Republic - Форматы — CD, цифровая дистрибуция | 16              | 50              | - ARIA: платиновый диск |

### Синглы
| Название                                             | Год  | Позиции в чартах | Позиции в чартах | Позиции в чартах | Позиции в чартах | Позиции в чартах | Позиции в чартах | Позиции в чартах | Позиции в чартах | Позиции в чартах | Позиции в чартах | Сертификация                                                                   | Альбом                 |
| Название                                             | Год  | AUS              | BEL (WAL)        | CAN              | CZH              | FRA              | NOR              | NZ               | SVK              | US               | US Dance         | Сертификация                                                                   | Альбом                 |
| ---------------------------------------------------- | ---- | ---------------- | ---------------- | ---------------- | ---------------- | ---------------- | ---------------- | ---------------- | ---------------- | ---------------- | ---------------- | ------------------------------------------------------------------------------ | ---------------------- |
| «We Run the Night» (featuring Pitbull)               | 2011 | 5                | 45               | 48               | 53               | 37               | 17               | 5                | 16               | 26               | 1                | - ARIA — 3 платиновых диска - RIANZ — платиновый диск - RIAA — платиновый диск | When the Lights Go Out |
| «Get It»                                             | 2011 | 38               | —                | —                | —                | —                | —                | —                | —                | —                | —                |                                                                                | внеальбомный сингл     |
| «You’ll Be Mine» (совместно с R3hab)                 | 2012 | —                | —                | —                | —                | —                | —                | —                | —                | —                | —                |                                                                                | When the Lights Go Out |
| «Big Banana» (совместно с R3hab и Prophet of 7Lions) | 2012 | 18               | —                | —                | —                | —                | —                | —                | —                | —                | 1                | - ARIA — платиновый диск                                                       | When the Lights Go Out |
| «Spread a Little Love»                               | 2013 | —                | —                | —                | —                | —                | —                | —                | —                | —                | —                |                                                                                | When the Lights Go Out |
| «Flashing Lights»                                    | 2013 | —                | —                | —                | —                | —                | —                | —                | —                | —                | —                |                                                                                | When the Lights Go Out |

#### Популярные синглы
| Название                                                              | Год  | Альбом             |
| --------------------------------------------------------------------- | ---- | ------------------ |
| «Chasing Shadows» (Джеми Драстик совместно с Pitbull и Хаваной Браун) | 2013 | внеальбомный сингл |

#### Промозаписи
| Название           | Год  | Альбом             |
| ------------------ | ---- | ------------------ |
| «City of Darkness» | 2012 | Внеальбомный сингл |

### Клипы
| Название                                             | Год  | Режиссёр(ы)                         |
| ---------------------------------------------------- | ---- | ----------------------------------- |
| «We Run the Night»                                   | 2011 | Бэнн Джей (Benn Jae), Тони Прескотт |
| «Get It»                                             | 2011 | Райан Паллотта                      |
| «We Run the Night» (совместно с Pitbull)             | 2012 | Райан Паллотта, Рэй Кэй             |
| «You’ll Be Mine»                                     | 2012 | Анна Мастро                         |
| «Big Banana» (совместно с R3hab и Prophet of 7Lions) | 2013 | Эйнар Эгилссон                      |
| «Spread a Little Love»                               | 2013 | Эйнар Эгилссон                      |

## Награды и номинации
| Год  | Тип                           | Награждение                                                              | Результат |
| ---- | ----------------------------- | ------------------------------------------------------------------------ | --------- |
| 2011 | ARIA Music Awards             | Прорыв года — сингл («We Run the Night»)                                 | Номинация |
| 2011 | ARIA Music Awards             | Самый продаваемый сингл («We Run the Night»)                             | Номинация |
| 2011 | Poprepublic.tv IT List Awards | Лучшая исполнительница Австралии                                         | Номинация |
| 2011 | Poprepublic.tv IT List Awards | Лучший диджей 2011 года                                                  | Победа    |
| 2011 | Poprepublic.tv IT List Awards | Прорыв 2011 года                                                         | Победа    |
| 2012 | APRA Music Awards             | Танцевальный проект года — «We Run the Night» (Касси Дэвис, Шон Маллинс) | Номинация |
| 2012 | ARIA Music Awards             | Лучший танцевальный релиз (When the Lights Go Out)                       | Номинация |
| 2012 | Channel [V] Awards            | Исполнитель года                                                         | Номинация |
| 2012 | Poprepublic.tv IT List Awards | Лучшая исполнительница Австралии                                         | Номинация |
| 2012 | Poprepublic.tv IT List Awards | Лучший диджей 2012 года                                                  | Победа    |